# Bürglen (Uri)
Pour les articles homonymes, voir Bürglen.
Bürglen est une commune suisse du canton d'Uri.

## Géographie
Selon l'Office fédéral de la statistique, Bürglen mesure 53,01 km2.

## Histoire
Supposée patrie de Guillaume Tell, la commune abrite une chapelle construite à l'emplacement où aurait été sa maison.

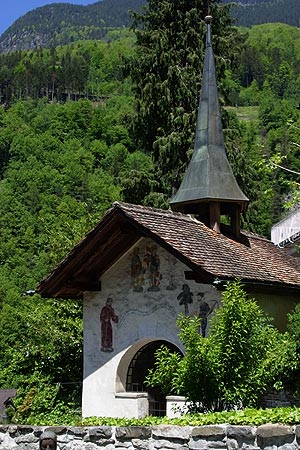
La chapelle Guillaume Tell.

En février 2015, le village de Bürglen accède à une « célébrité inattendue » à la suite des remous suscités par la bénédiction que son curé, le prêtre Wendelin Bucheli, a accordé à un couple de femmes en octobre 2014, allant ainsi à l'encontre des injonctions de sa hiérarchie cléricale qui, depuis lors, exige sa démission. Contre toute attente, la majorité de la population — outre une pétition en ligne qui réunit près de 40 000 signatures,,, — s'oppose à son renvoi et soutient le religieux dans sa démarche, louant son altruisme, son dévouement et sa générosité,,.

## Démographie
Selon l'Office fédéral de la statistique, Bürglen compte 3 947 habitants en 2008. Sa densité de population atteint 74 hab./km2.
Le graphique suivant résume l'évolution de la population de Bürglen entre 1850 et 2008 :

## Culture et patrimoine

### Héraldique
| Blason | Blasonnement : D'azur à la muraille d'argent aux quatre tourelles pavillonnées de gueules et à la porte du même sur une terrasse de sinople. |

### Monuments et curiosités
- Deux tours d'habitation médiévales - la Meierturm et la Wattigwilerturm - caractérisent pour l'essentiel le village. La Meierturm dont la construction remonte au 13e s. fut probablement la résidence de l'avoué de l'abbaye du Fraumünster de Zürich, auquel la localité appartint jusqu'en 1426. La Wattigwilerturm abrite le Musée Tell. Les restes de deux autres tours d'habitation constituent les fondations de la cure et du restaurant Tell.
- L'église Saint-Pierre-et-Saint-Paul a été construite entre 1682 et 1685 d'après les plans de Johann Jakob Scolar, curé de Bürglen, à qui l'on doit également l'église de Dallenwil dans le canton de Nidwald. La construction de style baroque primitif s'élève à la place d'une ancienne église romane dont les fondations du clocher et une crypte ont été conservées.
- La chapelle du Mont-des-Oliviers (Ölbergkapelle) et son ossuaire situé dans le cimetière attenant sont également l'oeuvre du père Scolar et remontent à 1693.
- En face de la Wattigwilerturm se trouve la maison dite In der Spielmatt qui a été édifiée en 1609 pour le puissant landammann Peter Gisler[13], enrichi au service de la France et de Venise. Impressionnant bâtiment à pignon, il est un exemple représentatif des maisons d'Uri en bois de la période baroque[14].
- À la place de la prétendue maison de Guillaume Tell se dresse aujourd'hui une chapelle de Tell dont la construction datant de 1582 a été commandée par Peter Gisler et Hans Schärer[13]. Remaniée en 1758, elle dédiée au patron des tireurs, saint Sébastien.
- Un peu en retrait à la sortie du village en direction de la vallée de Schächen, chapelle de Lorette édifiée en 1661 avec des peintures murales typiques de ce genre de sanctuaire[15].